# کری اسمیت
کری اسمیت (انگلیسی: Carrie Smith؛ ۲۵ اوت ۱۹۲۵ – ۲۰ مهٔ ۲۰۱۲) یک نوازنده، و خواننده اهل ایالات متحده آمریکا بود.